# Mateo Cañellas

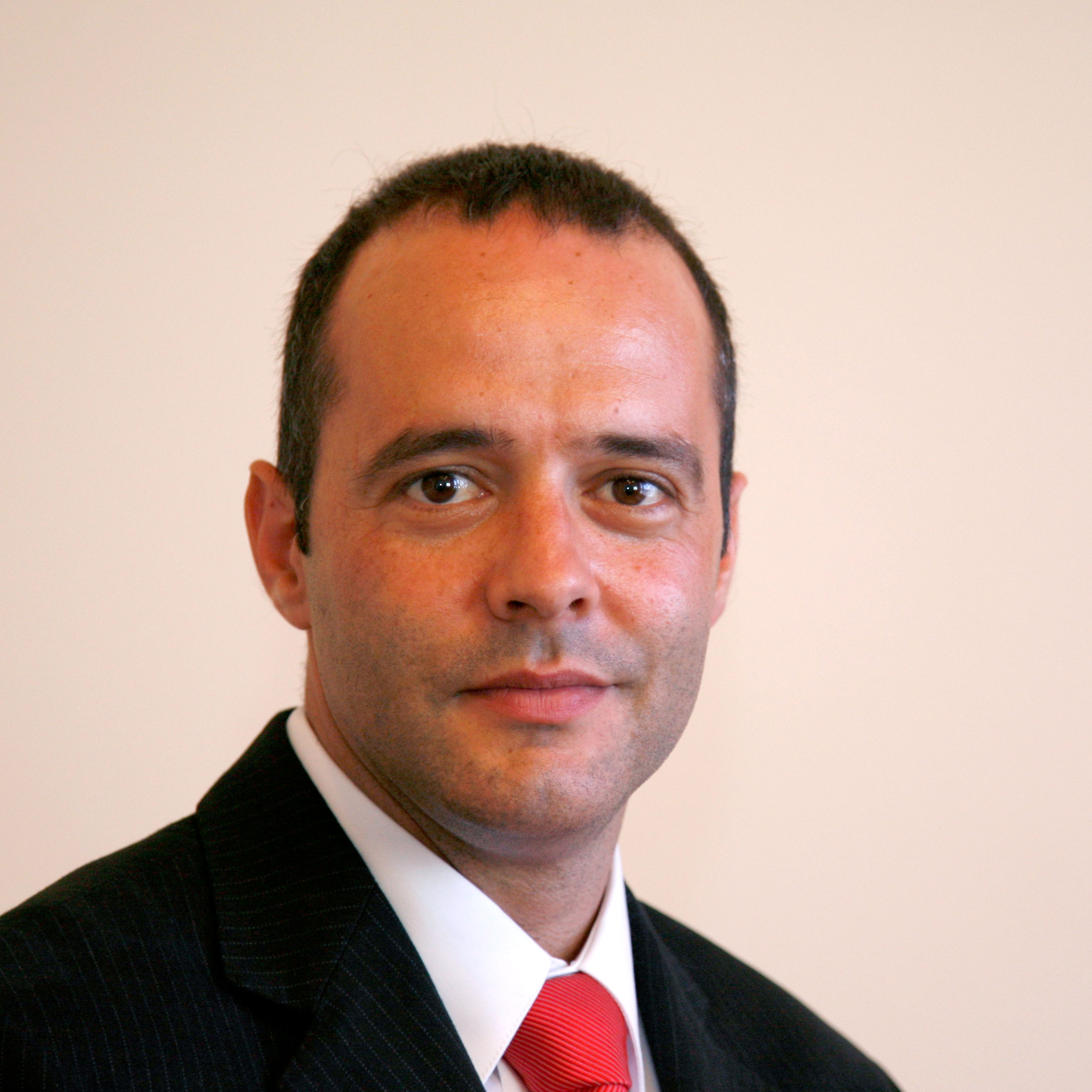
Mateo Cañellas

Mateo Cañellas (Mateo Cañellas Martorell; * 27. April 1972) ist ein ehemaliger spanischer Mittelstreckenläufer, der sich auf die 1500-Meter-Distanz spezialisierte.
1995 gewann er Silber bei den Leichtathletik-Hallenweltmeisterschaften in Barcelona und schied bei den Weltmeisterschaften in Göteborg im Vorlauf aus. 1996 gewann er Gold bei den Halleneuropameisterschaften in Stockholm.
1996 wurde er spanischer Hallenmeister.

## Persönliche Bestzeiten
- 1500 m: 3:37,83 min, 3. Juni 1995, Sevilla
  - Halle: 3:37,99 min, 17. Februar 1995, Sevilla